# 蒙热诺
蒙热诺（法語：Montgenost，法語發音：[mɔ̃ʒəno]）是法国马恩省的一个市镇，属于埃佩尔奈区。

## 地理
蒙热诺（48°35'50"N, 3°35'41"E）面积8.4 平方千米，位于法国大東部大區马恩省，该省份为法国东北部内陆省份，北起阿登省，西北接埃纳省，西南接塞纳-马恩省，南至奥布省，东南接上马恩省，东临默兹省。
与蒙热诺接壤的市镇（或旧市镇、城区）包括：佩里尼拉罗斯、普莱西巴尔比斯、大维勒诺克斯、沙特洛新城、伯通、内勒拉勒波斯特、波唐日。

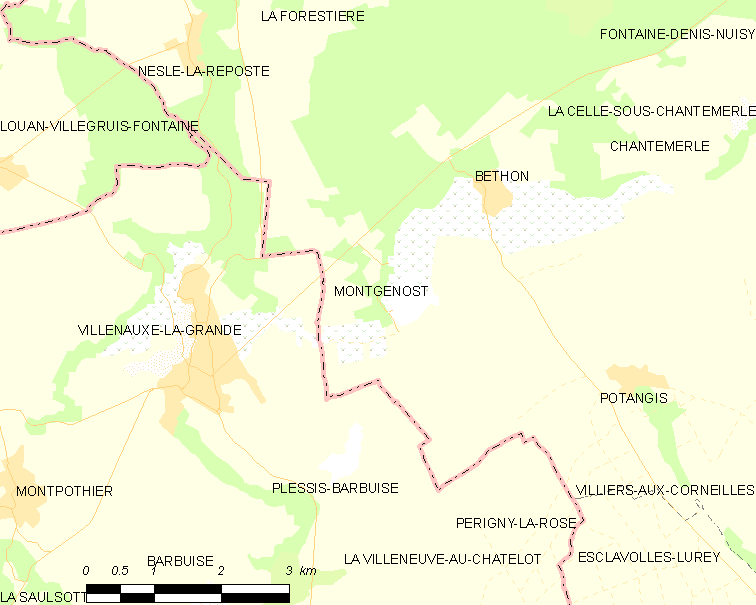
蒙热诺的OSM定位图

蒙热诺的时区为UTC+01:00、UTC+02:00（夏令时）。

## 行政
蒙热诺的邮政编码为51260，INSEE市镇编码为51376。

## 政治
蒙热诺所属的省级选区为塞扎讷-布里-香槟县。

## 人口

1962-2008年间蒙热诺人口变化图示

蒙热诺于2022年1月1日时的人口数量为159人。